# Kolumbia na Zimowych Igrzyskach Olimpijskich 2022
Kolumbia na Zimowych Igrzyskach Olimpijskich 2022 – występ kadry sportowców reprezentujących Kolumbię na igrzyskach olimpijskich, które odbyły się w Pekinie, w Chińskiej Republice Ludowej, w dniach 4-20 lutego 2022 roku.
Reprezentacja Kolumbii liczyła troje zawodników – jedną kobietę i dwóch mężczyzn.
Był to trzeci start Kolumbii na zimowych igrzyskach olimpijskich.

## Reprezentanci

### Biegi narciarskie
| Zawodnik               | Konkurencja                | Kwalifikacje | Kwalifikacje | Ćwierćfinały | Ćwierćfinały | Półfinały | Półfinały | Finał   | Finał    | Finał   | Źródło |
| Zawodnik               | Konkurencja                | Czas         | Miejsce      | Czas         | Miejsce      | Czas      | Miejsce   | Czas    | Strata   | Miejsce | Źródło |
| ---------------------- | -------------------------- | ------------ | ------------ | ------------ | ------------ | --------- | --------- | ------- | -------- | ------- | ------ |
| Carlos Andrés Quintana | bieg indywidualny mężczyzn | —            | —            | —            | —            | —         | —         | 55:41,9 | +17:47,1 | 95.     | [ 1 ]  |
| Carlos Andrés Quintana | sprint mężczyzn            | 4:08,66      | 88.          | NQ           | NQ           | NQ        | NQ        | NQ      | NQ       | 88.     | [ 1 ]  |

### Łyżwiarstwo szybkie
| Zawodniczka | Konkurencja        | Półfinał | Półfinał | Półfinał | Finał | Finał  | Finał   | Miejsce | Źródło |
| Zawodniczka | Konkurencja        | Czas     | Punkty   | Miejsce  | Czas  | Punkty | Miejsce | Miejsce | Źródło |
| ----------- | ------------------ | -------- | -------- | -------- | ----- | ------ | ------- | ------- | ------ |
| Laura Gómez | bieg masowy kobiet | 8:31,66  | 0        | 11.      | NQ    | NQ     | NQ      | 22.     | [ 2 ]  |

### Narciarstwo alpejskie
| Zawodnik        | Konkurencja            | 1 przejazd | 1 przejazd | 2 przejazd | 2 przejazd | Łącznie | Łącznie | Źródło |
| Zawodnik        | Konkurencja            | Czas       | Pozycja    | Czas       | Pozycja    | Czas    | Pozycja | Źródło |
| --------------- | ---------------------- | ---------- | ---------- | ---------- | ---------- | ------- | ------- | ------ |
| Michael Poettoz | slalom mężczyzn        | DNF        | DNF        | NQ         | NQ         | DNF     | DNF     | [ 3 ]  |
| Michael Poettoz | slalom gigant mężczyzn | 1:12,83    | 36.        | 1:17,19    | 30.        | 2:30,02 | 31.     | [ 3 ]  |